# Alprenolol
Az alprenolol egy nem-szelektív béta-receptor blokkoló
 és 5-HT1A-receptor antagonista. 
Alkalmazható magas vérnyomás, angina és aritmia kezelésére. Kereskedelmi nevek: Alfeprol, Aptine, Yobir.

## Farmakokinetika
Az alprenolol egy apoláros, hidrofób molekula, közepes zsíroldékonysággal. A szervezetben nagymértékben kötődik a plazmafehérjékhez (80-90%). Metabolizációja májon keresztül történik, aktív metabolitja a 4-hidroxi-alprenolol. Felezési ideje 2-3 óra.

## Farmakodinámia
Az alprenolol egy nem-szelektív béta-receptor blokkoló, melyet magas vérnyomás, ödéma, kamrai tachikardia és pitvari fibrilláció kezelésére használnak. Az alprenolol gátolja a pitvar-kamrai csomó ingerületvezetését és csökkenti a szinuszritmust. Növelheti a vérplazma triglicerid szintjét, és csökkenti a HDL-koleszterin szintet. Nem rendelkezik intrinszik szimpatomimetikus aktivitással és nincs membránstabilizáló hatása.

## Hatásmechanizmus
Az alprenolol gátolja az adrenalin és noradrenalin kötődését a szívben található β1 receptorokhoz, melynek következtében csökken a szívfrekvencia és a vérnyomás. Kisebb mértékben kötődik a juxtaglomeruláris készülékben található β2 receptorokhoz, ezáltal csökkenti a renin szekréciót, gátolva az angiotenzin II és aldoszteron termelést, aminek következtében csökken az angiotenzin II okozta érösszehúzódás intenzitása és az aldoszteron okozta vízvisszatartás.